# Clypeola eriocarpa
Clypeola eriocarpa là một loài thực vật có hoa trong họ Cải. Loài này được Cav. mô tả khoa học đầu tiên năm 1802.